# Tragedia de ANAVERSA
La tragedia de ANAVERSA ocurrió un 3 de mayo de 1991 en la ciudad de Córdoba, Veracruz, se originó al explotar  la planta de plaguicidas Agricultura Nacional de Veracruz S.A. (ANAVERSA) entrando a la lista de los desastres químicos más graves dentro de la historia de México, liberando consigo diversas sustancias como plaguicidas, organofosforados y distintas sustancias tóxicas que se esparcieron alrededor de la ciudad. En 1962 la empresa ANAVERSA se estableció en la ciudad de Córdoba, ubicada en la Avenida 11, entre calles 21 y 23, ubicado en uno de los sectores económicos más bajos de la ciudad.
El 3 de mayo de 1991 alrededor del mediodía se generó un incendio dentro de la planta lo que generó una explosión ocasionando la creación de una nube negra producida por los químicos y fertilizantes elaborados, afectando a un tercio de la ciudad y los vecinos más cercanos de la planta. Durante 1962 a 1991 la empresa ANAVERSA contaba por la autorización del uso de plaguicidas como pentaclorofenol, 2.4D, malatino paraquat y paratión metálicos. Sin embargo, al momento de la explosión no contaba con licencias oficiales ambientales y de Salud, ya que anteriormente habían sido renovadas.

## Perjudicados
A partir de esto se fue registrando un incremento en la ciudad de Córdoba, Veracruz, de un 8.5% a un 11%  de tumores en la población y con más de 10000 casos de cáncer de tejidos, estos sin ser reconocidos como consecuencia de la explosión. 
"Cada vez que llovía, por el enorme "boquete" que se produjo en el techo del inmueble a causa de las explosiones, se inundaban las instalaciones y volvían a correr por las calles aguas amarillentas con alto contenido de tóxicos…el polvo de los mismos se dispersó y se depositó en los techos de las casas y en las calles, causando a la población daños en diversos grados "(CNDH, 1991) 

## Legalidad
El 3 de junio de 1991 la Comisión Nacional de Derechos Humanos (CNDH) declaró mediante el uso del Artículo 2° y Artículo 5° del Decreto Presidencial. 
“Sobre la competencia para conocer de quejas de carácter ecológico, ha examinado diversos elementos relacionados con los hechos ocurridos el 3 de mayo de 1991 en la empresa ANAVERSA, ubicada en la ciudad de Córdoba, Ver.,” (CNDH, 1991) 
En el cual se habla sobre la intervención para iniciar una investigación considerando a la emergencia química como un atentado a los derechos de la salud y a la información a todos los habitantes de Córdoba, Veracruz. Al mismo tiempo, la CNDH declaró como culpables y responsables a la Secretaría de Salud y la Secretaría de Desarrollo Urbano y Ecología, puesto que, no se reconoció a ningún afectado, únicamente los casos que fueron atendidos al momento los cuales fueron dados de alto sin la existencia de seguimiento alguno. La complicidad de la empresa con el gobierno fue uno de los aspectos más detonantes que generó una injusticia y disconforme social en la comunidad, la desaparición oficial de documentos y la manipulación de los mismos, pero sobre todo la impunidad y la falta de acceso a las personas que resultaron afectadas.

## Casos en similares en México
| Nombre          | Fecha      | Ciudad      | lugar     | Componente           |
| --------------- | ---------- | ----------- | --------- | -------------------- |
| Fuga de fosgeno | 01/01/1950 | Poza Rica   | Veracruz  | Petróleo             |
| Petróleo crudo  | 04/06/1979 | Pozo Ixtoc  | Campeche  | Barriles de petróleo |
| Fuga gas LP     | 19/11/1984 | San Juanico | Edo. Méx. | Gas LP               |